# Rue des Serruriers (Laval)
Pour les articles homonymes, voir Rue des Serruriers.
 (juillet 2023).
Si vous disposez d'ouvrages ou d'articles de référence ou si vous connaissez des sites web de qualité traitant du thème abordé ici, merci de compléter l'article en donnant les références utiles à sa vérifiabilité et en les liant à la section « Notes et références ».
La rue des Serruriers est une voie du centre-ville de la commune française de Laval.

## Situation et accès
Elle prolonge la rue de Chapelle et rejoint perpendiculairement la rue Charles-Landelle. Elle s'ouvre aussi sur la place Hardy-de-Lévaré par la Porte Beucheresse.
La rue des Serruriers se trouvait à l'intérieur des remparts et elle fait partie du tissu urbain médiéval.

## Bâtiments remarquables et lieux de mémoire
La rue compte plusieurs maisons des XVe et XVIe siècles, notamment aux numéros 1, 3, 5 et 35.